# Prunella himalayana
Prunella himalayana là một loài chim trong họ Prunellidae.
Loài này được tìm thấy ở Afghanistan, Bhutan, Ấn Độ, Kazakhstan, Mông Cổ, Nepal, Pakistan, Nga, Tajikistan, Tây Tạng và Turkmenistan.